# Molitvenik
Molitvenik je knjiga, koja sadrži molitve i vjerske sadržaje za privatnu ili javnu uporabu. Ponekad sadrži i liturgiju vjerskih službi ili misna čitanja.
Kršćanski molitvenici obično sadrže: temeljne kršćanske molitve, molitve za razne prilike, istine i pobožnosti uključujući red svete mise, pripremu za sakrament ispovijedi, križni put, klanjanje pred Presvetim oltarskim sakramentom, te pobožnosti Srcu Isusovu, Djevici Mariji i svecima. Kao dodatak, molitvenik obično sadrži i izbor najpoznatijih liturgijskih pjesama za sve dijelove mise.

## Hrvatski molitvenici
Vatikanski hrvatski molitvenik je najstariji poznati hrvatski molitvenik na narodnom jeziku. Čuva se u Vatikanskoj biblioteci. Nastao je oko 1400. godine u Dubrovniku ili njegovoj okolici, a namijenjen je nekom ženskom samostanu. Prijepis je starijega latiničkog predloška (bez jedinstvene redakcije), ali s jasnim tragovima crkvenoslavenske pramatice u prijevodu i jeziku.
Dabarski brevijar ili Dabarski molitvenik je brevijar iz ličkoga mjesta Dabra kraj Otočca. Napisao ga je pop Stipan. Pripada među glagoljske srednjovjekovne kodekse. Pisan je na 306 pergamentnih listova. 
Šimun Kožičić (1460. – 1536.), modruški biskup i osnivač glagoljske tiskare u Rijeci, napisao je djelo "Psaltir" što je zapravo knjižica-molitvenik u kojoj se nalaze neke osnovne kršćanske molitve, te neki psalmi i druge pjesme za moljenje i pjevanje na misi. Takve su knjižice bile ujedno i početnice iz kojih su pripravnici za svećeničku službu i drugi vjernici učili čitati. Na prvoj stranici Kožičićeva "Psaltira" sasvim na vrhu stranice nalazi se bukvar, tj. popis svih hrvatskih slova napisan hrvatskim glagoljskim pismom. Zatim dolaze molitve Očenaš, Zdravo Marijo i početak Vjerovanja apostolskog. 
Putni tovaruš je molitvenik iz 1660. godine koji je Ana Katarina Zrinski priredila u Ozlju i objavila u Veneciji. Posvećen je hrvatskom pavlinu Ivanu Belostencu te kasnije tiskan u Ljubljani 1687. i 1715. godine i u novije vrijeme 2005. godine u Čakovcu u izdanju Matice hrvatske. 
U 18. stoljeću, tiskan je molitvenik "Marianszko czveche" autora Jeremijaša Šoštarića, koji je bio hrvatski (gradišćanski) pisac, franjevac i svećenik. Šimon Knefac
obradio je Šoštarićev molitvenik i napisao još jedan novi.
Pomochnik betegujuchéh y vumirajuchéh (Pomoć bolesnika i ljudi na samrti) je kajkavski molitvenik od Ignaca Kristijanovića iz (1832.). Kristijanović je napisao još jedan molitvenik Zlati oltar 1848. godine. 